# Константопулос, Димитриос
Димитриос Константопулос (греч. Δημήτριος Κωνσταντόπουλος; 29 ноября 1978, Салоники) — греческий футболист, игравший на позиции вратаря.

## Клубная карьера

### Начало карьеры
Константопулос начинал свою карьеру в клубах низших греческих дивизионов — «Каламата» и «Эгалео». Сезон 2002/2003 он провёл в португальском клубе «Фаренсе», но не сыграл там ни одной игры.

### «Хартлпул»
Осенью 2003 года Константопулос отправился на просмотр в английский клуб «Хартлпул Юнайтед», выступавший в Лиге Один. Проведя несколько удачных матчей за резервную команду, вскоре Димитриос подписал с «Юнайтед» полуторагодичный контракт.
24 августа 2004 года состоялся дебют Константопулоса в составе «Хартлпула» в матче Кубка Лиги против «Маклсфилд Таун» (2:1). Спустя 6 дней грек дебютировал в чемпионате в победной игре против «Колчестер Юнайтед» (2:1) и постепенно закрепился в качестве первого вратаря команды. Проведя по итогам сезона 2004/2005 37 игр, Константопулос помог «Хартлпулу» добраться до финала плей-офф, где они уступили «Шеффилд Уэнсдей».

### «Ковентри Сити»
25 мая 2007 года Константопулос подписал контракт с клубом Чемпионшипа «Ковентри Сити». Дебютировал 11 августа 2007 года в матче с «Барнсли» (4:1). Первую половину сезона Димитриос был основным вратарём команды, однако затем его вытеснил из состава Энди Маршалл. 24 марта 2008 года греческий голкипер до конца сезона был арендован «Ноттингем Форест», но на первой же тренировке порвал сухожилие на правой ноге и покинул «Сити Граунд».

### «Суонси Сити»
24 октября 2008 года Константопулос был взят в экстренную аренду «Суонси Сити», после того, как их основной вратарь Дорус де Врис в одном из матчей получил двойной перелом челюсти. 1 ноября Димитриос дебютировал за «лебедей» в игре против «Донкастер Роверс», отразив на 85-й минуте пенальти и сохранив ничейный счёт (0:0). После пяти проведенных матчей и возвращения в строй де Вриса грек был отозван «Ковентри».
В январе Константопулос ушёл в повторную аренду в «Суонси», но сыграл только одну встречу в Кубке Англии против «Портсмута» (2:0). «Суонси» рассчитывал продлить аренду до конца зимнего трансферного окна, но сделка не была завершена в срок в связи с неблагоприятными погодными условиями.

### «Кардифф Сити»
Вернувшись в «Ковентри», вскоре голкипер отправился в аренду в другой валлийский клуб «Кардифф Сити». 22 февраля 2009 года Димитриос дебютировал в составе «Кардиффа» в ничейной игре с «Вулверхэмптон Уондерерс» и на 81-й минуте отправил мяч в собственные ворота после навеса Кайла Рида. Проведя 5 игр, в марте грек допустил ещё одну результативную ошибку в матче с «Норвич Сити» (0:2) и до конца сезона на поле больше не выходил.

### «Керкира»
Летом 2010 года Константопулос вернулся в Грецию, в клуб «Керкира». По итогам чемпионата был признан «Лучшим вратарём чемпионата Греции» сезона 2010/2011.

### «АЕК»
13 июля 2011 года Константопулос заключил двухлетний контракт с одним из греческих грандов «АЕКом».По окончании сезона 2012/2013 АЕК вылетел из высшей лиги и Константопулос в мае покинул клуб.

### «Мидлсбро»
16 августа 2013 года Константопулос подписал краткосрочный контракт с английским «Мидлсбро» до января 2014 года. 4 января 2014 года он дебютировал за «речников» в матче Кубка Англии против «Халл Сити», пропустив два безответных мяча. 16 января продлил контракт с «Боро» до конца сезона. 1 мая 2014 года соглашение было продлено ещё на два года.

## Международная карьера
В ноябре 2010 года Константопулос впервые был вызван в сборную Греции на товарищескую встречу против Австрии, но остался на скамейке запасных. 4 июня 2011 года состоялся дебют Димитриоса за национальную команду в отборочном матче чемпионата Европы 2012 против сборной Мальты (3:1).

## Достижения
«Керкира»
- Лучший вратарь чемпионата Греции: 2010/2011

 «Мидлсбро»
- Вице-чемпион Футбольной лиги Англии: 2015/16